# Hemiceras siderea
Hemiceras siderea är en fjärilsart som beskrevs av William Schaus 1911. Hemiceras siderea ingår i släktet Hemiceras och familjen tandspinnare. Inga underarter finns listade i Catalogue of Life.